# Comuna Hrînkî, Lanivți
Hrînkî (în ucraineană Гриньки) este o comună în raionul Lanivți, regiunea Ternopil, Ucraina, formată din satele Hrîbova, Hrînkî (reședința) și Kozacikî.

## Demografie
Componența lingvistică a comunei Hrînkî
     Ucraineană (99,14%)
     Alte limbi (0,72%)
Conform recensământului din 2001, majoritatea populației comunei Hrînkî era vorbitoare de ucraineană (99,14%), existând în minoritate și vorbitori de alte limbi.